# Ottoit
Ottoit – bardzo rzadki minerał należący do tlenków.
Nazwa pochodzi od jego typowej lokalizacji - Góry Otto.

## Właściwości
Krystalizuje w układzie jednoskośnym. Jest minerałem kruchym, przezroczystym do półprzezroczystego. Posiada jasnożółtą rysę oraz diamentowy połysk. 

## Występowanie
Występuje na powierzchniach spękań oraz w małych kawernach (wgłębieniach) w brekcjowatych żyłach kwarcowych, które przecinają skały granitowe. Towarzyszą mu wulfenit, złoto, akantyt i kwarc. Jest jednym z najrzadszych minerałów na świecie. Jego jedyną lokalizacją są Stany Zjednoczone, gdzie występuje w Arizonie i Kalifornii.